# Boeing X-66A

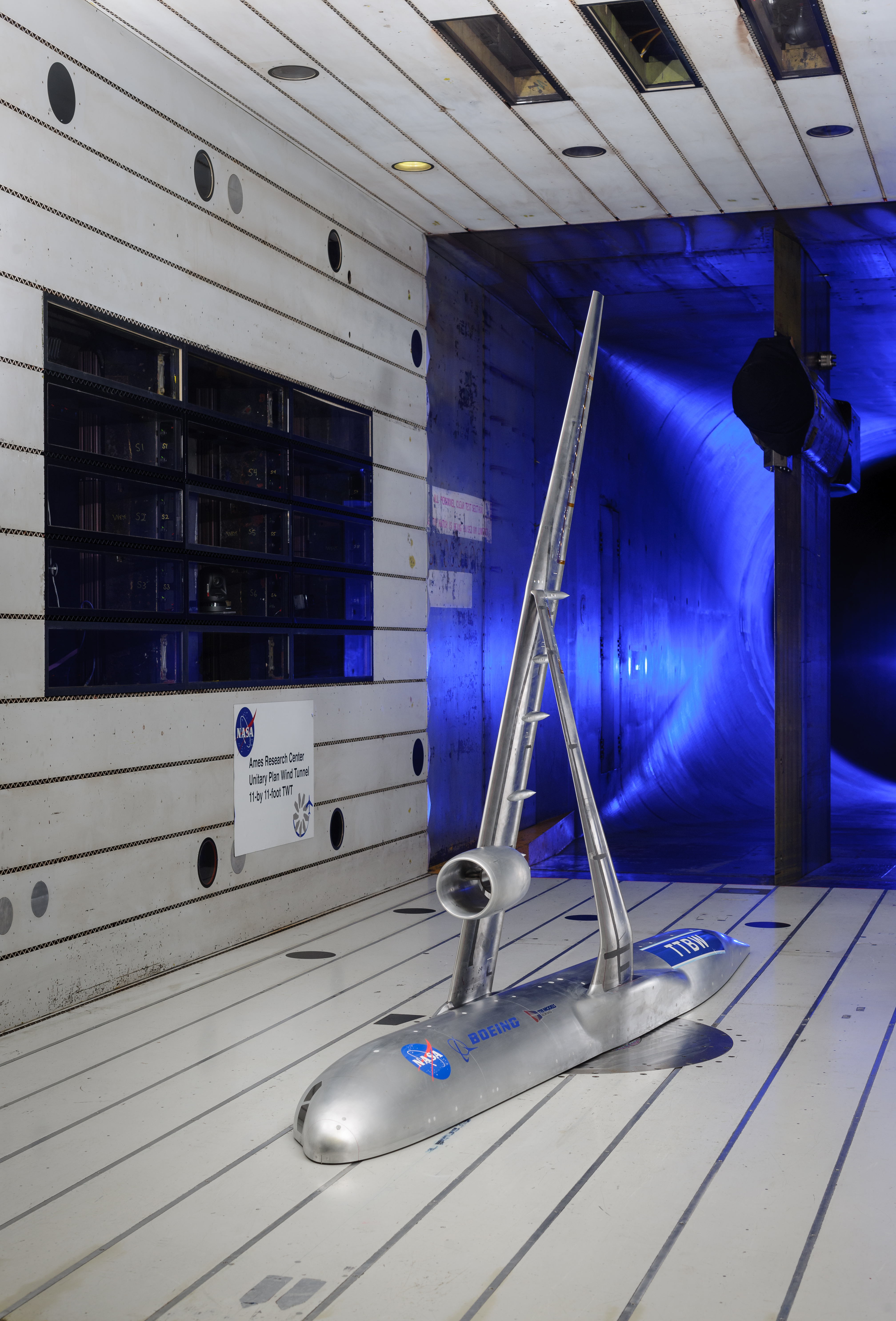
Ein Modell des schmalen, abgestrebten Flügels mit einer hohen Streckung im Ames-Research-Center-Windkanal der NASA

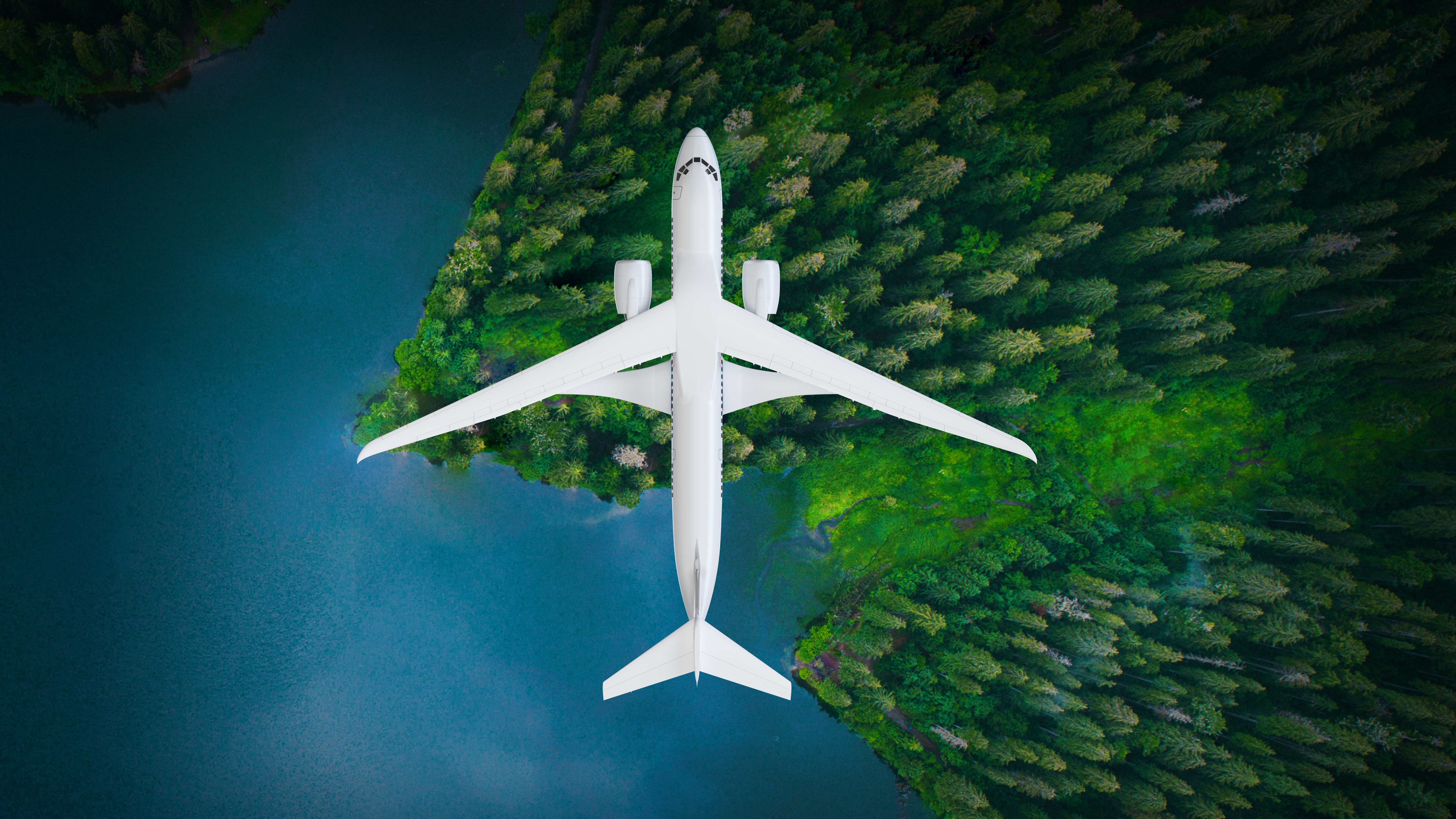
Künstlerische Darstellung der geplanten X-66A

Die Boeing X-66A ist ein in der Entwicklung befindliches Experimentalflugzeug von Boeing und NASA mit dem Namen Transonic Truss-Braced Wing Demonstrator (TTBW). Mit Hilfe der X-66A sollen Technologien zur Treibstoffeinsparungen von bis zu 30 Prozent für zukünftige Passagierflugzeuge  erforscht werden. Der Erstflug ist für 2028 geplant, dazu soll eine McDonnell Douglas MD-90 gekürzt und mit neuen schmalen, abgestrebten Flügeln mit einer hohen Streckung ausgestattet werden.
Die X-66A soll von mehreren amerikanischen Fluggesellschaften bezüglich ihrer Betriebseigenschaften, der Wartung und Abfertigung, sowie bezüglich ihrer Flugeigenschaften und Flughafenverträglichkeit bewertet werden. Dazu haben die NASA und Boeing im Juli 2023 eine Kooperation mit Alaska Airlines, American Airlines, Delta Air Lines, Southwest Airlines und United Airlines vereinbart. Die Fluggesellschaften sollen auch klären, ob die extreme Spannweite am Boden durch ein vertikales oder horizontales Wegklappen der Tragflächen verringert werden kann.
Am 15. August 2023 traf die für den Umbau vorgesehene MD-90 bei Boeing in Palmdale ein. Im April 2025 verkündete die NASA, dass man den Fokus der mit der X-66A verbundenen Forschungstätigkeiten von einem Truss-Braced Wing hin zu einem konventionell befestigten, langen, schmalen Flügel verlagern würde und weitere Untersuchungen zum Truss-Braced Wing auf spätere Forschungsprojekte verlagert werden würden.